# Casanova (Familienname)
Casanova ist ein italienischer Familienname.

## Namensträger
- Achille Casanova (1941–2016), Schweizer Journalist und Beamter
- Alain Casanova (* 1961), französischer Fußballtorhüter und Fußballtrainer
- Aniel Casanova (* 2005), kubanischer Fußballspieler
- André Casanova (1919–2009), französischer Komponist
- Bruno Casanova (* 1964), italienischer Motorradrennfahrer
- Carmen Casanova (* 1980), Schweizer Skirennläuferin
- Charlie Casanova (* 1997), deutsch-taiwanische Künstlerin und Illustratorin
- Christina Casanova (* 1959), Schweizer Psychotherapeutin und Schriftstellerin
- Claudio Casanova (1895–1916), italienischer Fußballspieler
- Corina Casanova (* 1956), Schweizer Juristin und Bundeskanzlerin
- Danielle Casanova (1909–1943), französische Widerstandskämpferin
- Eduardo Casanova (Schriftsteller) (* 1939), venezolanischer Schriftsteller, Dramatiker und Rechtsanwalt
- Eduardo Casanova (Schauspieler) (* 1991), spanischer Schauspieler, Regisseur und Drehbuchautor
- Elvis Casanova (* 2005), kubanischer Fußballspieler
- Enrique Reig y Casanova (1858–1927), spanischer Geistlicher, Erzbischof von Toledo
- Eugenio Casanova (1867–1951), italienischer Archivar
- Fernando Casanova (1925–2012), mexikanischer Schauspieler
- Fernando Casanova (Fußballspieler) (* 1988), dominikanischer Fußballspieler
- Francesco Casanova (1727–1803), italienischer Maler
- Francisco Casanova (Maler) (1731–1778), spanischer Maler und Grafiker
- Francisco Casanova (Sänger) (1957–2019), dominikanischer Opernsänger (Tenor)
- Gaetano Casanova (1697–1733), italienischer Tänzer und Schauspieler
- Georges Casanova (1890–1932), französischer Fechter
- Gian Casanova (* 2000), Schweizer Snowboarder
- Gilda Casanova (* 1995), kubanische Sprinterin
- Giovanni Battista Casanova (1730–1795), italienischer Maler und Zeichner
- Guillermo Casanova (Fußballspieler) (1918–1981), chilenischer Fußballspieler
- Guillermo Casanova (Regisseur) (* 1963), uruguayischer Filmregisseur
- Harlan Casanova (* 1997), belizischer Fußballspieler
- Héctor Casanova (1942–2007), kubanischer Sänger und Komponist
- Hernán Casanova (* 1994), argentinischer Tennisspieler
- Jean-Laurent Casanova (* 1963), französischer Mediziner
- Jordan Casanova (* 2004), belizischer Fußballspieler
- José Casanova (* 1951), spanisch-US-amerikanischer Religionssoziologe
- José Casanova (Fußballspieler) (1964–1987), peruanischer Fußballspieler
- Juan Casanova (1387–1436), spanischer Bischof und Kardinal
- Lara Casanova (* 1996), Schweizer Snowboarderin
- Laurent Casanova (Politiker) (1906–1972), französischer Widerstandskämpfer und Politiker (PCF)
- Laurent Casanova (Fußballspieler) (* 1971), französischer Fußballspieler
- Laurent Casanova (Schauspieler) (Lolo), französischer Schauspieler
- Luis Casanova (* 1992), chilenischer Fußballspieler
- Marcello Casanova (1901–1981), italienischer Ruderer
- Marco Casanova (* 1976), Schweizer Skirennläufer
- Markus Casanova (1962–2003), Schweizer Steinbildhauer, Zeichner und Bühnenbildner
- Martin Casanova (* 1991), italienischer Eishockeyspieler
- Mathias Casanova (* 1978), deutscher Produzent
- Miguel Ángel Casanova Díaz (* 1980), mexikanischer Fußballspieler
- Myriam Casanova (* 1985), Schweizer Tennisspielerin
- Nacho Casanova (* 1987), spanischer Fußballspieler
- Pablo González Casanova (1922–2023), mexikanischer Soziologe
- Rafael Casanova i Comes († 1743), katalanischer Jurist und Politiker
- Rodolfo Casanova (* 1981), uruguayischer Leichtathlet
- Román Casanova Casanova (* 1956), spanischer Geistlicher, Bischof von Vic
- Russell Casanova (* 1991), belizischer Fußballspieler
- Sauveur Casanova (1918–1998), französischer Geistlicher, Bischof von Ajaccio
- Sergio Ruiz Casanova (* 1977), spanischer Handballspieler
- Sofía Casanova (1861–1958),  spanische Journalistin, Dichterin und Romanautorin
- Tristano Casanova (* 1983), deutscher Schauspieler
- Vicente Casanova y Marzol (1854–1930), spanischer Geistlicher, Erzbischof von Granada